# Α-Hexilcinamaldehído
El α-hexilcinamaldehído (hexil cinamal) es un aditivo habitual en la industria de perfumería y cosmética como sustancia aromática. Se encuentra de forma natural en el aceite esencial de manzanilla. Es un líquido a sólido de color amarillo pálido a amarillo, casi insoluble en agua pero soluble en aceites. El material comercial suele contener bajos niveles de 2,6-di-terc-butil-4-metoxifenol como estabilizador. Es un derivado del cinamaldehído con un sustituyente hexilo.
Un proveedor informó de que su hexil cinamaldehído (o «hexil aldehído cinámico») contenía al menos un 90% de isómero isomer.

## Síntesis
El hexil cinamaldehído suele producirse mediante la condensación aldólica cruzada de octanal y benzaldehído.

## Seguridad
Se sabe que el hexil cinamaldehído provoca alergias de contacto en algunas personas, pero la tasa de incidencia es baja: las pruebas del parche indican que el ~0,1% de las personas son susceptibles.